# Mattinata sul mare
Mattinata sul mare, è un dipinto ad olio su tela del pittore Italiano Giulio Aristide Sartorio risalente al 1927. 

## Contesto biografico
Tornato dal fronte, l'artista si dà a nuove sperimentazioni e gira un film muto Il mistero di Galatea, con protagonista l'attrice Spagnola Marga Sevilla, che sposerà a film finito l'anno seguente. Da questa unione nasceranno due figli Lidia nel 1919 e Lucio Aristide nel 1923.

## Descrizione dell'opera

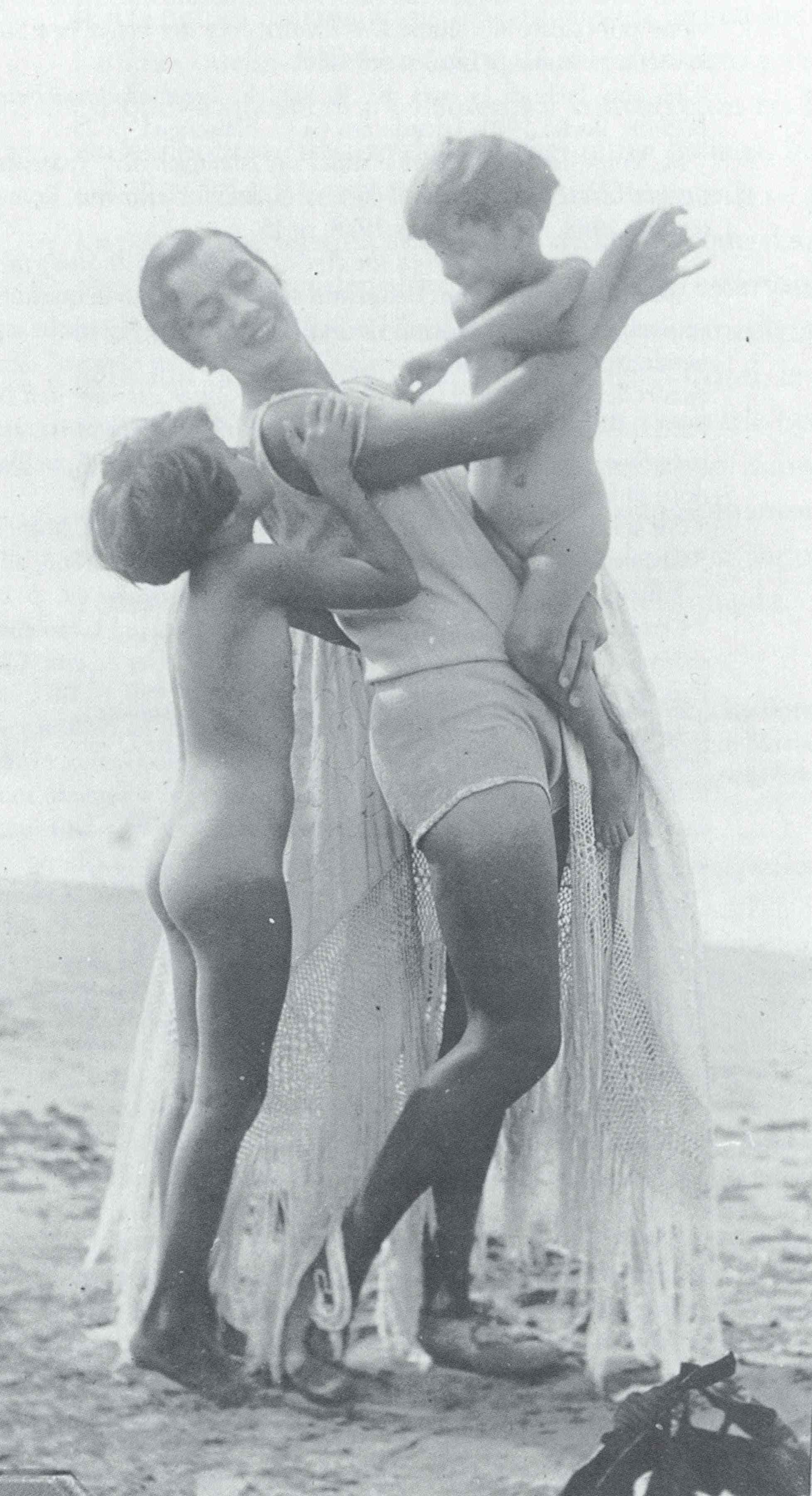
La moglie Marga insieme ai figli Lucio e Lidia, 1927 ca.

L'opera è ambientata sulla spiaggia di Fregene, al tempo zona balneare di lusso. L'artista rappresenta la moglie e i figli che prendono il sole sulla battigia, mentre la moglie si ripara con un parasole e i figli stanno giocando, vengono improvvisamente bagnati dalla marea. L'acqua fredda smuove il piccolo Lucio, che con una smorfia di fastidio, cerca di alzarsi.  

## Storia dell'opera
Quest'opera è ambientata a Fregene, al tempo stazione balneare di lusso, frequentata dalla famiglia Sartorio fino al 1929, anno in cui l'opera venne esposta per la prima volta alla Galleria Pesaro di Milano e successivamente verrà esposta nel corso della I Quadriennale nazionale d'arte di Roma. Il quadro sarà venduto dopo la morte della moglie nel 1969, e passerà a una collezione privata americana dove si trovava fino a qualche anno fa. Per l'ispirazione tecnica e tematica l'artista si rivolge alle opere di  Joaquín Sorolla, esposte nelle Biennali Veneziane di inizio Novecento. Il tema delle madri con i figli sarà ripreso diverse volte dall'artista, tanto che la critica raggrupperà le opere nel cosiddetto "Ciclo di Fregene".

## Altre opere del Ciclo di Fregene

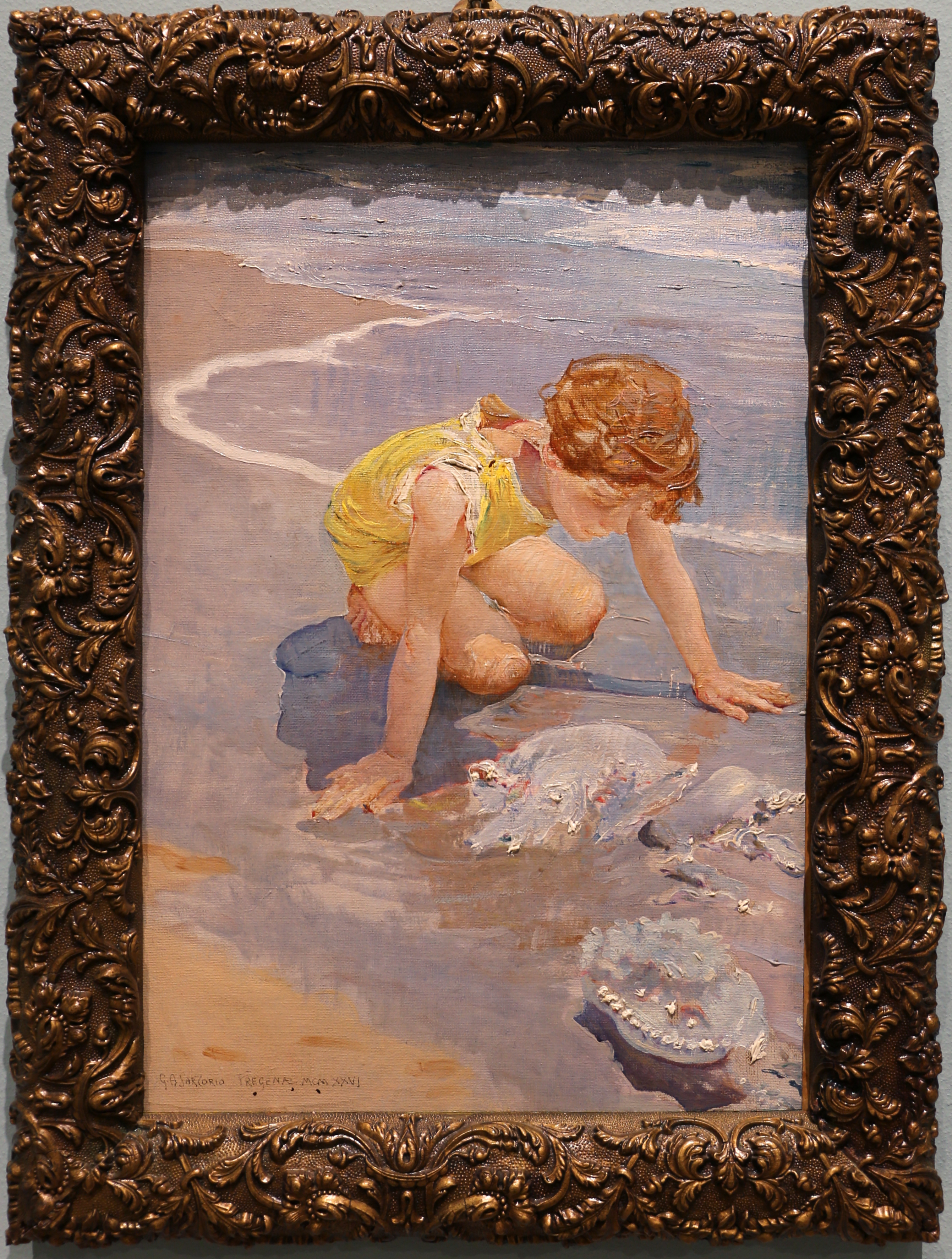
Sulla spiaggia, 1926
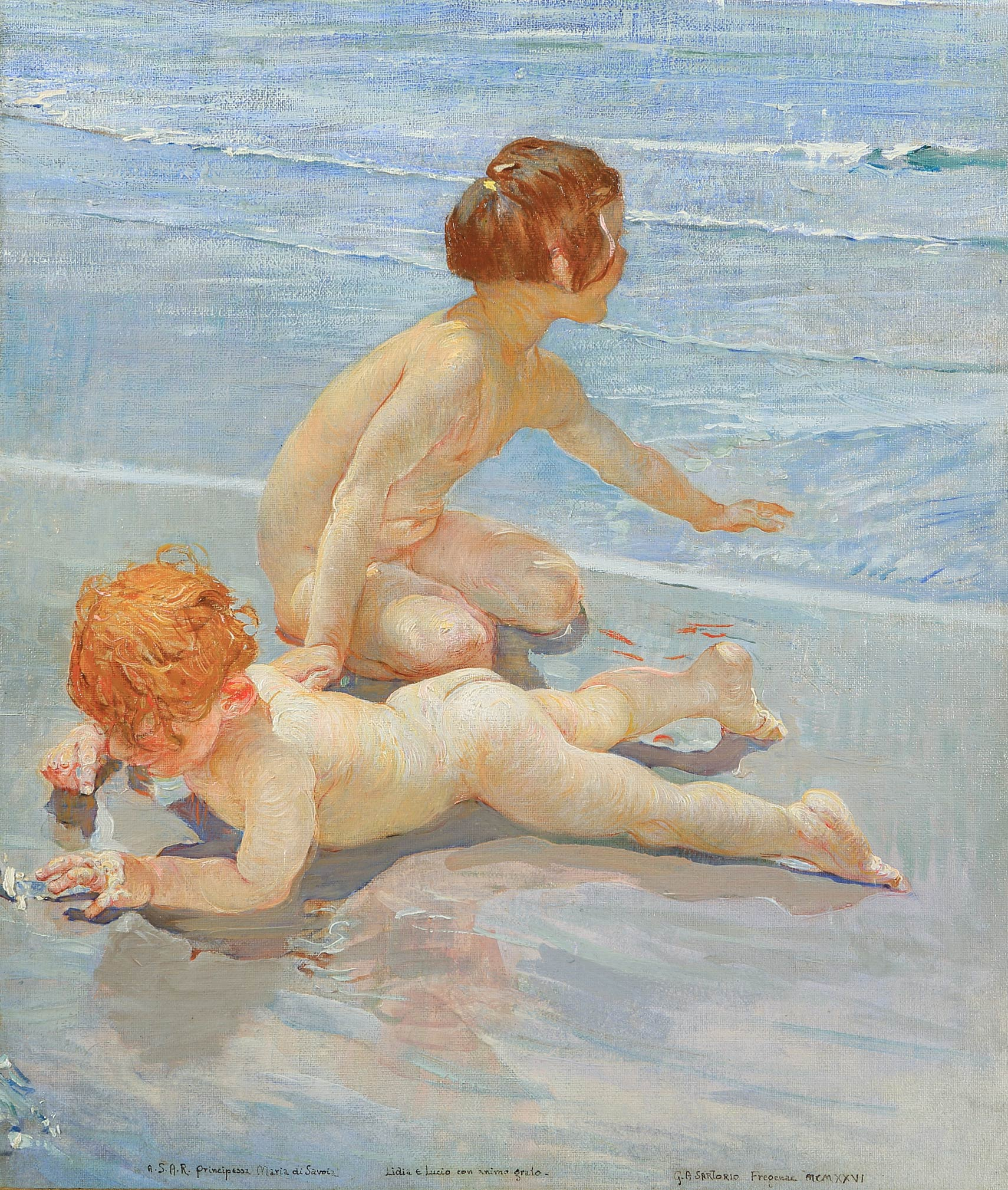
Lidia e Lucio sulla spiaggia di Fregene, 1926
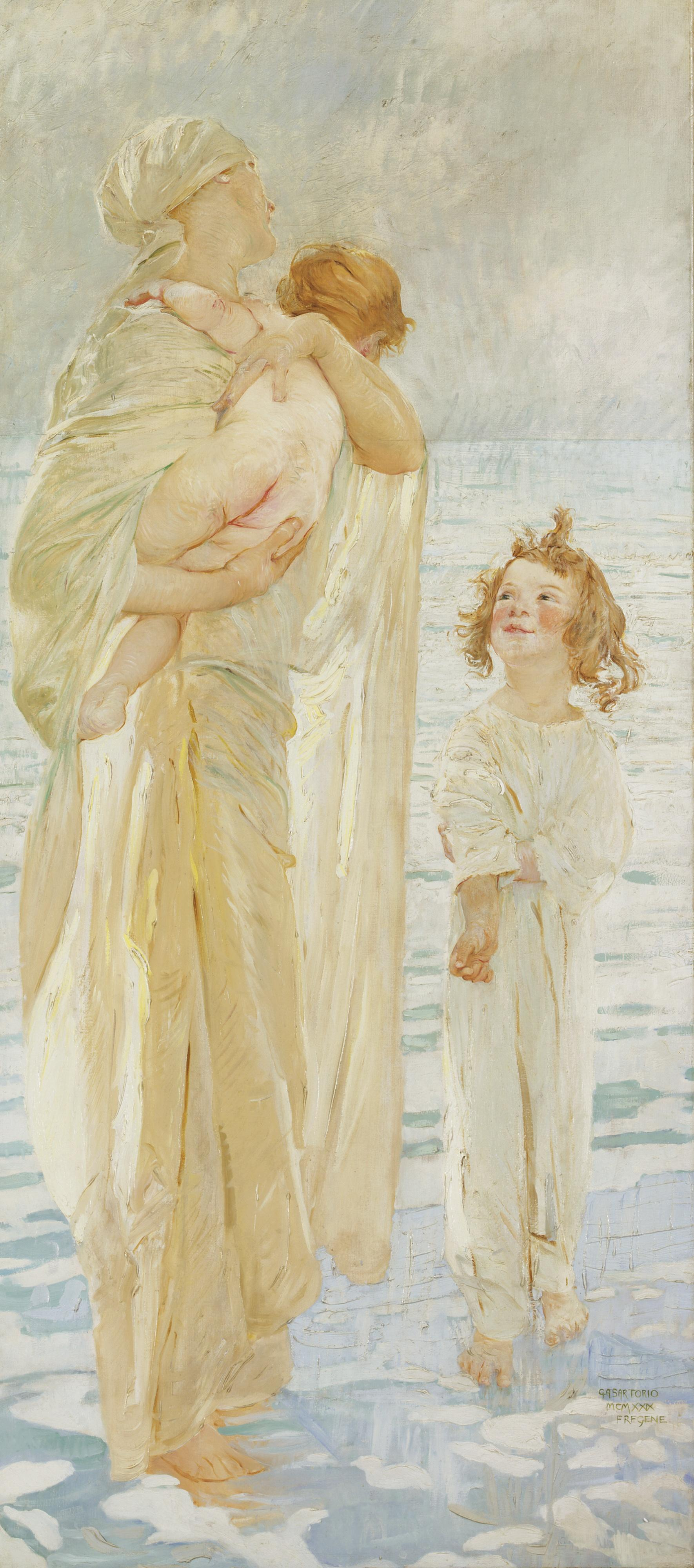
La Famiglia (Mattino a Fregene), 1929